# كيوان جاريس
كيوان جاريس (بالإنجليزية: Kiwane Garris)‏ مواليد 24 سبتمبر 1974 في شيكاغو، هو لاعب كرة سلة أمريكي سابق بدأ مسيرته الاحترافية في سنة 1997. يبلغ طوله 6 قدم 2 بوصة (1.9 م). اعتزل اللعب في 2010.

## فرق لعب لها
- دنفر ناغتس
- ألبا برلين
- أورلاندو ماجيك

## الميداليات
| الميدالية | المسابقة                         |
| --------- | -------------------------------- |
| برونزية   | بطولة كأس العالم لكرة السلة 1998 |

## روابط خارجية
- كيوان جاريس على موقع الاتحاد الدولي لكرة السلة (الإنجليزية)
- كيوان جاريس على موقع إن بي أي (الإنجليزية)
- كيوان جاريس على موقع سبورتس رفرنس (الإنجليزية)
- كيوان جاريس على موقع كرة السلة الأوروبية.كوم (الإنجليزية)
- كيوان جاريس على موقع كلية كرة السلة في سبورتس رفرنس.كوم (الإنجليزية)
- كيوان جاريس على موقع ريلجم (الإنجليزية)
- كيوان جاريس على موقع بروبوليرز (الإنجليزية)
- كيوان جاريس على موقع سبورتس رفرنس (الإنجليزية)